# Куликов, Владислав Владимирович
Владислав Владимирович Куликов (род. 7 января 1971 года) — советский, российский пловец, трёхкратный призёр Олимпийских игр в Барселоне и Атланте.

## Биография
Родился в Москве, ученик заслуженных тренеров РСФСР Нины Павловны Бровкиной и Алексея Фёдоровича  Красикова.
На Олимпиаде 1992 года был 8-м на 100-метровке баттерфляем. В комплексной эстафете в составе Объединённой команде завоевал своё первое олимпийское серебро.
Через 4 года завоевал второе серебро в комплексной эстафете (уже в составе сборной России). А в индивидуальном зачёте стал третьим на 100-метровке баттерфляем.
На чемпионатах мира 5 раз поднимался на пьедестал за бронзой.
Трёхкратный чемпион Европы, двукратный бронзовый призёр чемпионата Европы.
В 2002 году пловец сломал руку, очень долго восстанавливался, но так и не достигнув прежнего уровня — вынужден был закончить карьеру. В настоящее время старший тренер юниорской сборной России по плаванию.

## Лучшие личные результаты
- 50 м баттефляем - 24.14 (2001)
- 100 м баттефляем - 52.69 (2001)